# العروي
العروي، (بالإنجليزية: Al Aaroui)‏، مدينة تقع شرق المغرب، في إقليم الناظور جنوب مدينة الناظور بمسافة 22 كيلومتر، معظم سكانها من الأمازيغ (ايت بويحيي، ابدارس، اقرعي، اريفي)
من أهم مرافقها مطار الناظور العروي الدولي.

## المناخ
المناخ متوسطي مطير ومعتدل البرودة من أكتوبر إلى مايو، وجاف معتدل الحرارة خلال فصل الصيف،

## الكثافة السكانية
سكان المدينة يرتفع بشكل سريع منذ سنة 1990، وحسب الإحصاء لسنة 2004 وصل إلى 31021.وإحصاء 2007 وصل إلى 36566،
يقطن حوالي 40% من سكان المدينة بأوربا.
عدد السكان الحضريين 45% أما فيما يخص السكان القرويين يتوزعون على قرى صغيرة ( ارناض. كارت. ازياثة، اغمير، نمرو 7 ...)

## المواصلات
مطار العروي (إياتا: NDR، إيكاو: GMMW) هو مطار دولي يقع على بعد 03 كم من مدينة العروي، وعلى بعد 30 كم من مدينة الناظور عاصمة إقليم الناظور. عادة ما يكون المطار مزدحماً في فصل الصيف، وتسير العديد من شركات الطيران رحلات من المطار إلى دول أوروبا.
وسافر عبر المطار عام 2008 أكثر من 215.000 راكباً، ويخضع المطار لإدارة المكتب الوطني للمطارات مثل باقي مطارات المغرب. يضم المطار مبنيين للركاب يضمان صالات السفر والوصول ومكاتب للخدمات ومكاتب شركات الطيران وكافيتريات وغيره، وتبلغ مساحة مواقف الطائرات 54.000 متر مربع قادرة على استيعاب خمسة طائرات من طرازات مختلفة.

## الرياضة
يتوفر العروي على فريقين رياضيين اللذان هما "الأمل الرياضي العروي"و"الرجاء"كما يوجد في مدينة العروي ملعب كبير يدعى ملعب مولاي رشيد ذو بنية تحتية متوسطة.

## من أهم مرافقها
- - مطار الناظور العروي الدولي
- - والملعب البلدي
- - مستشفى محمد السادس
- - دار الشباب العروي
- - دار الثقافة
- - القاعة المغطاة
- - المركز الثقافي والجتماعي

## جماعة التي تنتمي إلى المدينة
- جماعة بني وكيل أولاد امحند
- جماعة تيزضوضين
- جماعة حاسي بركان

## القرى والدواوير
- آيث موسى أومحند
- آيث علاأوعسو
- آيث عثمان
- إبوجدادن
- إبراهيماث
- إفقيرن الفوقاني
- لكويرات
- أولاد رحو بنعيسى
- أولاد زايد التحتاني
- أولاد زايد الفوقاني
- أولاد علال

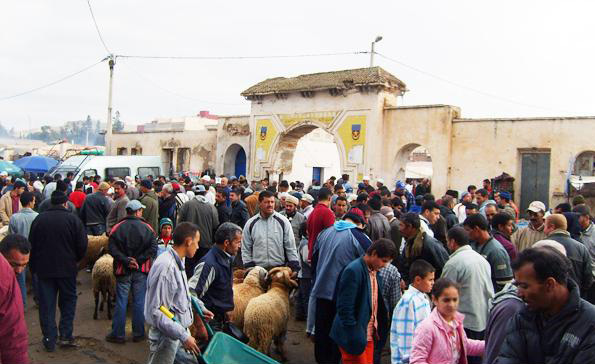
سوق العروي
سوق العروي 1921
سوق العروي 1921